# Funing
Funing (en chino, 抚宁; pinyin, Fǔníng) es un distrito urbano bajo la administración directa de la Prefectura Qinhuangdao  en la Provincia de Hebei, República Popular China.  Su área es de 1057 km² y su población total para 2010 superó los 500 mil habitantes. 

## Administración
Desde julio de 2023, el  Distrito Funing se divide en 9 pueblos que se administran en 2 subdistritos, 5  poblados y 2 villas.